# Krackning

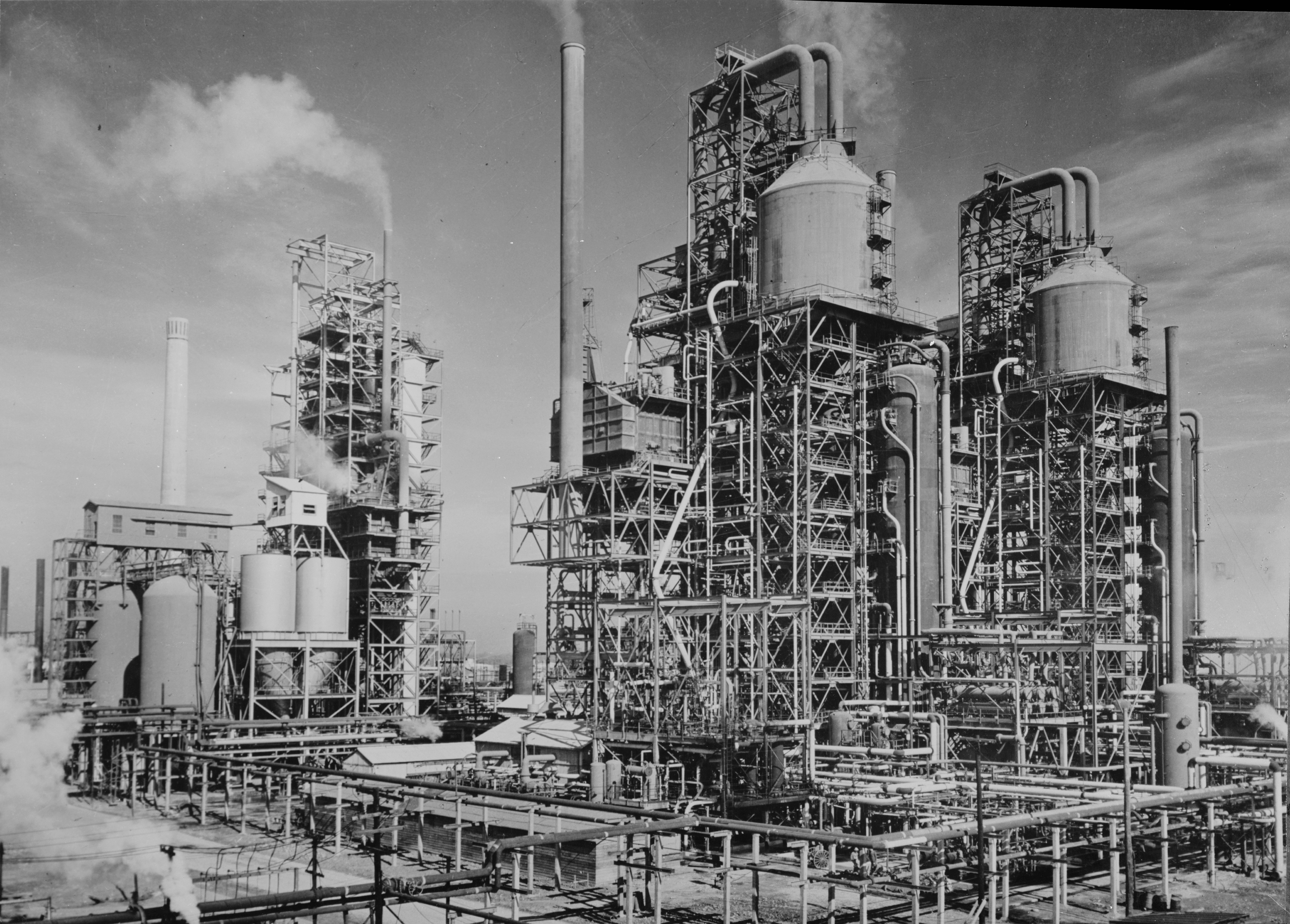
Anläggning för krackning i USA år 1944.

Oktan delas upp i butan och buten.

Krackning (från engelskans cracking, av crack som betyder ’splittra’, ’slå sönder’) är en förädlingsprocess där man i raffinaderier sönderdelar stora kolvätemolekyler till mindre, mer användbara och mer värdefulla kolväten, som till exempel bensin. Denna metod används för att få ut mer bensin ur tunga oljor och på så sätt tillgodose marknadens bränslebehov. Med processen går det att få ut cirka 50 % bensin ur råoljan jämfört med 25 % vid vanlig raffinering.  I Sveriges enda ångkracker, Borealis i Stenungsund, används råvaror ifrån raffinaderier (etan, propan, butan, råbensin) som krackas för att utvinna mestadels eten och propen; dessa ämnen tillverkas internationellt i mycket hög skala och används främst som plastråvara.

## Termisk krackning
Vid termisk krackning i raffinaderier upphettas oljan till ca 400 °C. Under denna behandling sönderdelas de långa kolvätena och bildar mindre kolväten. I en ångkracker är temperaturerna 800 °C till 870 °C.

## Katalytisk krackning
Vid katalytisk krackning upphettas oljan tillsammans med en zeolit-katalysator, gjort av en blandning av kisel och aluminium. Andelen kisel och aluminium varierar mellan olika zeoliter och därmed också antalet sura positioner, som har en betydande inverkan på katalysatorns aktivitet. Vid krackning sönderdelas kolvätena till mindre molekyler. Det går att kontrollera vilka slutprodukter som bildas genom att justera katalysatorerna, reglera temperaturen samt justera proportionen mellan katalysator och olja i reaktorn.

## Hydrokrackning
Vid hydrokrackning tillför man väte. Metoden ger mindre gasutbyte, stabilare bensin samt lågsvavliga produkter.
Efter krackningen destilleras produkterna. Gaser, främst lägre alkener, eten och propen men även alkyner som acetylen bildas vid krackningen. Dessa gaser används bland annat till framställning av plaster. Alkener som bildas kan även reagera med varandra och bilda grenade (högoktaniga) kolväten.
Bensin som bildas vid krackning, speciellt katalytisk krackning, har även ett högre oktantal än den bensin som erhålls vid petroleumdestillationen.